# 니코 슐로터베크
니코 슐로터베크(독일어: Nico Schlotterbeck, 1999년 12월 1일 ~ )는 독일의 축구 선수로, 현재 보루시아 도르트문트와 독일 축구 국가대표팀에서 센터백으로 활약하고 있다.

## 수상 경력

#### 독일
- UEFA U-21 유로 : 2021

### 개인
- 분데스리가 올해의 팀 : 2021–22, 2022–23
- 키커 분데스리가 올해의 팀 : 2021-22
- UEFA U-21 유로 대회 베스트 : 2021